# Cascade (Iowa)
Cascade ist eine Kleinstadt mit dem Status „City“ im Dubuque und im Jones County im Osten des US-amerikanischen Bundesstaates Iowa.
Das U.S. Census Bureau hat bei der Volkszählung 2020 eine Einwohnerzahl von 2.386 ermittelt.

## Geographie
Cascade liegt am nördlichen Maquoketa River (North Fork Maquoketa River), einem Nebenfluss des Mississippi, der die Grenze zu Illinois bildet.
Die Stadt erstreckt sich über 2,9 km². Nachbarorte sind Worthington (15,4 km nordwestlich), Farley (20,3 km nördlich), Epworth (22,6 km nordnordwestlich), Fillmore (9,1 km ostnordöstlich), Temple Hill (10,5 km südsüdöstlich) und Monticello (17 km südwestlich).

Die nächstgelegenen größeren Städte sind Dubuque (42,6 km nordöstlich an der Schnittstelle der Bundesstaaten Iowa, Illinois und Wisconsin), die Quad Cities (117 km südsüdöstlich), Cedar Rapids (74,3 km südwestlich) und Waterloo (128 km westlich).

## Verkehr
Nordwestliche Umgehungsstraße von Cascade ist der zum Freeway ausgebaute U.S. Highway 151, der die kürzeste Verbindung von Dubuque nach Cedar Rapids bildet. Auf Höhe des Stadtzentrums kreuzt der Iowa Highway 136.
Die nächstgelegene Flugplätze sind der 37,1 km nordöstlich gelegene Dubuque Regional Airport und der 17,3 km südwestlich gelegene Monticello Regional Airport.

## Söhne und Töchter
- Red Faber (1888–1976), Baseballspieler bei den Chicago White Sox
- Loras Thomas Lane (1910–1968), katholischer Bischof von Rockford
- Jeremie Miller (* 1975), Erfinder der XMPP/Jabber-Technologien